# Армия воли народа
А́рмия во́ли наро́да — российская общественная организация, выступавшая за принятие законодательных актов, устанавливающих прямую ответственность Президента и Федерального Собрания России за их деятельность.
Согласно позиции участников этого движения, у избирателей России нет реальных рычагов контроля над политиками, что необходимо исправить, внеся поправку в Конституцию России и приняв в обеспечение поправки закон об ответственности власти перед народом. Основателем, теоретиком и лидером АВН являлся публицист Ю. И. Мухин. Одним из лидеров АВН был бывший член Политбюро ЦК КПСС О. С. Шенин.
Представители АВН были делегатами Национальной ассамблеи Российской Федерации.
Печатный орган — газета «Дуэль» (запрещена), с 2009 — «К барьеру!» (запрещена), с 2010 — «Своими именами».
19 октября 2010 года Московский городской суд признал экстремистской деятельность организации «Армия воли народа» и запретил её дальнейшую деятельность на территории России. После признания АВН экстремистской организацией часть её членов прекратила деятельность, а часть перешла в ранее созданную  Межрегиональным Общественным движением «ЗА ОТВЕТСТВЕННУЮ ВЛАСТЬ» и «Инициативную группу по проведению референдума „За ответственную власть“».

## Идеология
Теоретическая платформа АВН была разработана Юрием Мухиным в 1990-х годах.

### Цель АВН
Главной целью АВН являлась организация референдума для принятия поправки к Конституции Российской Федерации (статьи 138) и Закона «О суде народа России над Президентом и членами Федерального собрания Российской Федерации».
Согласно предлагаемому закону, каждый из избирателей во время очередных президентских и думских выборов должен будет, помимо собственно выборов, оценить качество своей жизни во время правления предыдущих президента и парламента по простейшему критерию: улучшилась жизнь данного избирателя или ухудшилась. В зависимости от всенародного вердикта, президент и Федеральное Собрание либо получают высшие награды Российской Федерации за успешное управление страной, либо подвергаются тюремному заключению на срок, равный их пребыванию у власти.
Предусматривается также введение нормы, согласно которой не одобряемые народом чиновники могли быть наказаны вплоть до смертной казни.
АВН предлагала ввести прямую ответственность российских политиков за неэффективное управление страной. В качестве наглядных примеров приводились ответственность водителя автобуса, пассажиры которого получили травмы, или тюремные сроки, которые отбывали руководители Чернобыльской АЭС после аварии на электростанции.
АВН считала необходимым внесение в Конституцию РФ статьи 138-й. В соответствии с её текстом, Федеральное Собрание и президент РФ избираются с целью «законами и указами организовать население (ныне живущих дееспособных граждан) на защиту народа (населения и будущих поколений) от духовного и материального ухудшения жизни». Согласно позиции АВН, «плохая организация защиты народа Российской Федерации Федеральным Собранием и президентом является не имеющим срока давности преступлением против народа». При этом «в рассмотрении данного преступления членом суда народа над Федеральным Собранием и президентом является каждый гражданин Российской Федерации».
Для осуществления цели планировалось привлечь в ряды АВН от 20 до 50 тысяч человек и собрать 2 миллиона голосов избирателей, достаточных для проведения общегосударственного референдума. На референдуме, по замыслу АВН, население должно принять поправку в Конституцию РФ и новый федеральный закон.

### Проект закона «Об ответственности власти перед народом»
Российским оппозиционным политиком и публицистом Юрием Мухиным на основании теории делократического управления идея ответственности власти впервые была предложена в 1993 году, а несколько лет спустя сформулирована в виде проекта поправки к Конституции и Закона «О суде народа над президентом и депутатами Федерального Собрания РФ». Впоследствии он прошёл широкое общественное обсуждение юристами и общественными деятелями и совершенствовался на протяжении более 18 лет. Реализация этого закона предусматривает введение механизма суда (оценки) народа над высшими выборными органами власти — президентом и депутатами. По проекту, во время каждых очередных выборов каждый избиратель будет получать дополнительный бюллетень с вариантами вердикта тому президенту или составу Государственной думы, которые закончили свои полномочия. В проекте вердикта три варианта оценки результатам работы сменяемого органа власти: «Достоин поощрения», «Без последствий» и «Заслуживает наказания».
Если большинство избирателей выберет первый вариант, то представитель власти объявляется героем и ему отдаются соответствующие почести, во втором случае — к нему ничего не предпринимается, а в третьем — бывший президент или все депутаты ФС РФ отбывает тюремное заключение, равное сроку их пребывания у власти. Закон предполагается принять через механизм референдума.
По результатам проведённого 22—24.10.2008 в рамках Национальной ассамблеи голосования большинство внесистемной оппозиции поддержало данный законопроект (за — 182, против — 63, воздержались — 35).
Поддержку проекту также выразили известные патриотические и оппозиционные деятели: Шенин Олег Семёнович; Рубикс Альфред Петрович; Максим Калашников; правнук И. В. Сталина Яков Джугашвили; Кара-Мурза Сергей Георгиевич; Паршев Андрей Петрович; Миронов Борис Сергеевич; ведущие интернет-передачи «На самом деле» Александр Викторович Краснов и Валерий Марксович Смирнов; бывший депутат Госдумы Андрей Савельев и др.

## Организационная структура

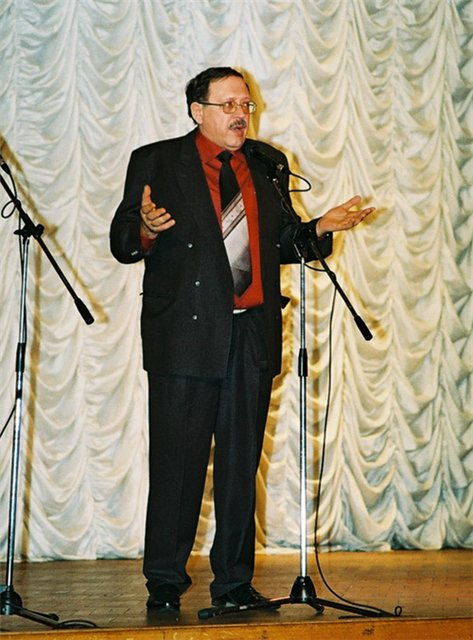
Юрий Мухин — лидер АВН, 2009 год

По сведениям представителей АВН, к октябрю 2010 года организация имела отделения в 56 субъектах России.
Армия воли народа лишь по названию являлась военизированной организацией, её методы работы — мирная пропаганда и агитация в рамках действующего законодательства. Однако, по мнению участников, название «Армия» (для движения) и «бойцы» (для участников движения) служило важным дисциплинирующим фактором, а также подчёркивало отличие АВН от традиционных партий. В АВН могли состоять члены любых других организаций, придерживающиеся любой идеологии: критерием участия являлись лишь признание цели АВН и помощь делом по её достижению. Политиком, поддержавшим предлагаемый АВН закон был О. С. Шенин, бывший член Политбюро ЦК КПСС, возглавлявший одну из политических организаций России под названием КПСС (см. КПСС (Шенин)).
АВН не была зарегистрирована в органах юстиции России, в связи с этим не пользовалась правами юридического лица. Отдельные участники движения (бойцы Армии) считали полезным личное участие в выборах с целью пропаганды проекта Закона АВН как в ходе выборов, так и, в случае успеха, непосредственно в органах власти. С 2010 года движение участвовало в работе новой политической партии «Российский Объединённый Трудовой Фронт» (РОТ Фронт).
Среди союзников организации было общественное движение Пара Беллум, одним из организаторов которого является В. В. Квачков.

### Руководство
Исполняющим обязанности лидера АВН являлся Ю. И. Мухин.

## Деятельность
Члены организации принимали участие в митингах и пикетах, где распространяли листовки и газеты, выступали на различных собраниях, оглашали свои идеи на Интернет-ресурсах, проводили опросы общественного мнения с целью выяснения отношения граждан к законопроекту.
Текущей задачей АВН считала популяризацию своих идей в самых широких массах населения и расширение собственных рядов до определённой численности, с тем, чтобы впоследствии образовать инициативную группу для организации референдума и обеспечить успех его проведения.
Кроме Москвы, движение имело отделения в городах: Волгоград, Вологда, Владивосток, Екатеринбург, Казань, Кострома, Красноярск, Курск, Курган, Нижний Новгород, Новокузнецк, Норильск, Омск, Орск, Пермь, Рязань, Самара, Санкт-Петербург, Саратов, Тула, Тюмень, Уфа, Хабаровск, Челябинск, Чита, Ярославль.
Первой публичной акцией, организованной собственно АВН, стал пикет у здания польского посольства в Москве 4 ноября 2005 г., с требованием признать фальсификацией утверждения о том, что расстрел нескольких тысяч польских офицеров в 1940 году в Катыни был осуществлён силами НКВД СССР. Перед участниками пикета выступил депутат Госдумы от фракции «Родина» Андрей Савельев. На мероприятии вели съёмку несколько российских телеканалов, однако ни один из них не показал сюжет об акции.
В дальнейшем АВН провела ряд других публичных мероприятий, а также участвовала в различных политических акциях, в том числе — согласно сообщениям прессы — в Санкт-Петербурге, Татарстане. Участвовала в 2010 году акции протеста «День гнева».
30 июля 2007 года в Москве активисты АВН вместе с другими политическими объединениями провели санкционированный пикет у здания Правительства РФ в знак протеста против рейдерских захватов предприятий оборонно-промышленного комплекса. В феврале 2009 года активисты АВН приняли участие во всероссийской акции рабочих автомобильной промышленности. Около 20 активистов «Армии воли народа» были задержаны перед началом первомайского шествия у БКЗ «Октябрьский» в Санкт-Петербурге в 2009 году. Представители «Армии воли народа» держали в руках портрет Владимира Высоцкого в роли Глеба Жеглова и лозунг с надписью: «Вор должен сидеть в тюрьме, а не в Кремле». 9 октября 2010 года активисты АВН участвовали в «Марше за сохранение Петербурга» в Санкт-Петербурге, а также в митингах «Русского марша» и Первого мая, пикетах против реформы социальной сферы.
По замечанию «Информационно-аналитического центра СОВА», члены организации в причастности к насильственным действиям замечены не были.

## СМИ АВН
Прокуратура Москвы подчеркивала активную агитационную работу АВН в СМИ, в рамках которой — по мнению представителей Прокуратуры Москвы — пропагандируются экстремистские идеи.

### Видео
По заказу АВН снимались документально-публицистические фильмы и видеоклипы, которые распространялись в Интернете в блогах, социальных сетях, а также через специализированный интернет-магазин «Делократ. Ру».

### Печать
Издававшаяся Юрием Мухиным газета «Дуэль» не называлась официальным печатным органом АВН, но являлась таковым фактически. После запрещения «Дуэли» члены АВН начали выпускать газету «К барьеру!». АВН имела региональный печатный орган — «Берёзовая каша».

### Интернет
АВН имела свой официальный сайт. Также работают официальный и неофициальный сайты лидера АВН — Ю. И. Мухина.

## Мнения об АВН
Представители российской общественности и прессы неоднозначно отзывались о деятельности движения.
Ряд российских СМИ относила движение к числу леворадикальных (ультралевых), сталинистских и социалистических объединений.
Генеральная прокуратура отнесла «Армию воли народа» к наиболее активным экстремистским объединениям России наравне с организациями: «Национал-социалистическое общество», «Движение против нелегальной иммиграции», «Славянский союз», «Северное братство». На это лидер Армии воли народа ответил заявлением в Следственный комитет при Прокуратуре РФ о клеветническом характере подобного обвинения, так как судом деятельность АВН не признавалась экстремистской и в отношении АВН суд не принимал решения о запрете деятельности или ликвидации.
Примечательно, что в работе новой российской партии «РОТ Фронт» отказались участвовать члены одной из коммунистических движений России — РКП-КПСС, и поводом к выходу этой организации из новой партии послужило участие в нём АВН. Первый секретарь ЦК РКП-КПСС А. Пригарин заявил: «Мы считаем, что лидеры РКРП-РПК, пригласившие Юрия Мухина и его организацию „Армию воли народа“ к участию в РОТ фронте, а равно и часть руководства Левого Фронта, давшего на это согласие, совершили серьёзную политическую ошибку. Этот факт наносит на всю новую партию несмываемое красно-коричневое пятно».

## Судебное преследование АВН
Листовка «Ты избрал — тебе судить!», содержавшая текст законопроекта, включена в Федеральный список экстремистских материалов решением Адлерского районного суда г. Сочи от 26 февраля 2008 года (данное решение подтверждено кассационным определением Судебной коллегии по гражданским делам Краснодарского краевого суда от 22 апреля 2008 года). Материал, озаглавленный «Ты избрал — тебе судить», содержащий текст предлагаемого законопроекта, и опубликованный, в частности, в газете «Дуэль» в № 8 (475) от 21 февраля 2006 года вторично был включён в Федеральный список экстремистских материалов решением Замоскворецкого районного суда города Москвы от 20 марта 2009 года (таким образом, этот текст стал единственным из материалов, признанных судом экстремистским дважды). По замечанию «Информационно-аналитического центра СОВА», признание листовки экстремистским неправомерно.
19 октября 2010 года по иску прокурора Москвы Юрия Семина Мосгорсуд (судья Михаил Казаков) признал деятельность «Армии воли народа» экстремистской и запретил её деятельность на территории России. Ранее решением прокурора Москвы деятельность АВН была приостановлена.
Прокуратура ссылалась на ст. 9 Федерального закона «О противодействии экстремистской деятельности», согласно которой в РФ запрещается деятельность организаций, цели или действия которых направлены на осуществление экстремистской деятельности. Согласно версии прокуратуры, АВН призывала к «насильственному изменению» конституционного строя Российской Федерации. Суд отказал в удовлетворении ходатайств лидера движения Юрия Мухина о прекращении производства по данному делу.
Заседание Мосгорсуда во вторник 19 октября 2010 года прошло в присутствии нескольких десятков участников (бойцов) АВН, заявивших ходатайства о привлечении их к делу в качестве третьих лиц. Суд в этих ходатайствах отказал. Лидер АВН Юрий Мухин настаивал на том, что движение носит общероссийский характер и имеет 56 отделения по России и за рубежом и потому дело должно рассматриваться в Верховном суде РФ. Суду были представлены нотариально заверенные заявления от отделений из 46 регионов России. Однако судья Казаков отклонил ходатайство об изменении подсудности дела.
Прокурор Москвы Сёмин заявил, что призывы проводить голосование после истечения срока полномочий президента, и в случае, если большинство населения оказывалось недовольным его действиями, то бывшего главу государства предлагалось отправлять в тюрьму на тот срок, в течение которого он правил, являются призывом к насильственному свержению власти и экстремизмом.
Согласно сообщению пресс-службы Генпрокуратуры России, основанием для обращения прокурора в суд послужили материалы проверки законности деятельности движения. В сообщении прокуратуры говорится: «В ходе проверки были собраны доказательства того, что цели и действия указанного объединения направлены на осуществление экстремистской деятельности, создающей угрозу причинения вреда личности, здоровью граждан, безопасности, обществу и государству».
Лидер АВН Юрий Мухин на заседании суда заявил, что преследование его организации — «это месть за то, что мы изобличили группы, которые управляют страной».
22 февраля 2011 года Судебная коллегия Верховного суда РФ оставила в силе решение Мосгорсуда от 19 октября 2010 года о запрете организации.
Идея о повышении ответственности должностных лиц приходила в голову не только сторонникам АВН. Ещё до начала преследований АВН была организована ИГПР ЗОВ, ставившая перед собой схожую задачу; но её организаторы не смогли найти широкой поддержки. После запрета АВН, у бойцов и руководителей осталось желание повысить ответственность должностных лиц, и значительная их часть, после роспуска АВН — присоединилась к ИГПР ЗОВ.

### Общественный резонанс на запрет
По мнению аналитиков «Информационно-аналитического центра СОВА», в идее референдума по какому бы то ни было вопросу нет экстремизма, поэтому правомерность решения Мосгорсуда представляется сомнительной. По мнению центра, прочая деятельность АВН не несёт серьёзной общественной опасности.

## Известные участники АВН
- Шенин Олег Семёнович — бывший член Политбюро ЦК КПСС
- Джугашвили Яков Евгеньевич — грузинский художник, правнук Председателя Совета министров СССР И. В. Сталина
- Пчёлкин Николай Петрович — фронтовик, режиссёр-документалист, один из создателей конкурса песни «Песни сопротивления»
- Замураев Роман Владимирович[39] — кандидат в депутаты думы города Костромы от КПРФ
- Барабаш Кирилл Владимирович — русский поэт, подполковник ВВС[40]
- Легоньков Вячеслав Михайлович[41] — депутат Национальной ассамблеи Российской Федерации
- Ермоленко Андрей Александрович — депутат, член Совета Национальной ассамблеи Российской Федерации, связной Армии воли народа
- Бочков Вадим Борисович — врач-невролог (Курск)[42]
- Селина Владислава Владимировна — российский историк-публицист, бильд-редактор журнала «Панорама» (Волгоград), редактор эфира радиостанции «Новая Волна»

## Инициативная группа по проведению референдума «За ответственную власть»

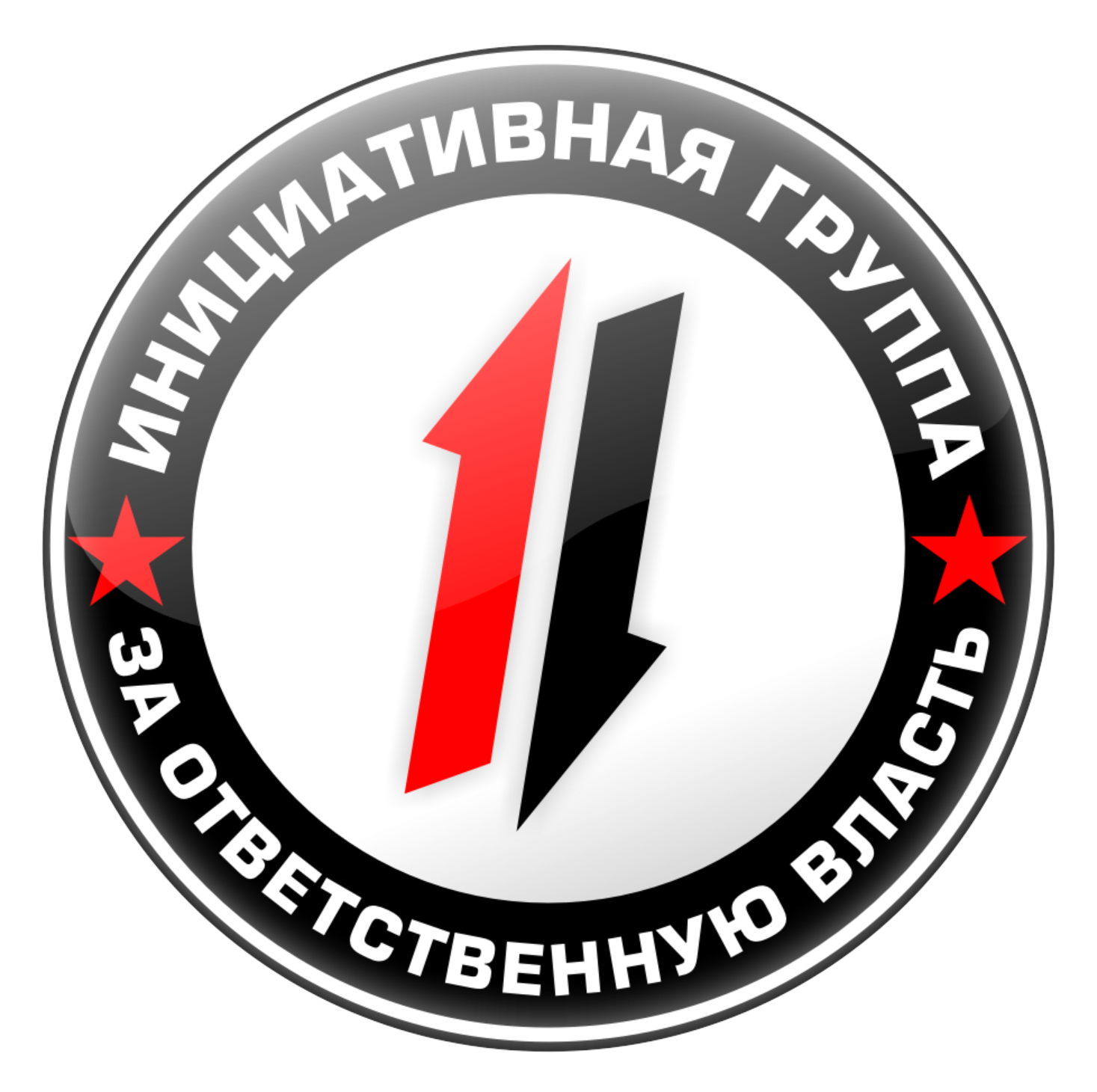
Эмблема инициативной группы по проведению референдума «За ответственную власть» // ИГПР «ЗОВ»

Параллельно с Армией воли народа добровольной организацией подготовки и проведения референдума с целью принятия поправок к Конституции и Закона «Об оценке президента и депутатов ФС РФ народом России» занимается инициативная группа по проведению референдума «За ответственную власть» (ИГПР «ЗОВ»).
Участники ИГПР «За ответственную власть» активно поддержали предвыборную и агитационную кампанию партии «Российский Объединённый Трудовой Фронт» (РОТ Фронт), принявшей в свою программу пункт о принятии Закона «О суде народа над президентом и депутатами ФС РФ». Партии «РОТ Фронт» было противоправно отказано в регистрации 6 раз.
11 декабря 2011 года ИГПР «ЗОВ» поддержала выдвижение кандидатом в президенты Бориса Сергеевича Миронова, который принял в свою программу проект Закона «Об ответственности власти». Несмотря на успешное собрание инициативной группы в количестве 572 человек, кандидат не был допущен до выборов из-за противоправных действий Центризбиркома.
Участники инициативной группы призвали активно бойкотировать выборы депутатов Государственной Думы 2011 года и выборы Президента 2012 года в связи с отсутствием механизмов ответственности избираемых органов власти за результаты правления.
Присоединение бывших участников АВН к ИГПР ЗОВ не осталось незамеченным: в июле 2015 года суд санкционировал арест сотрудника РБК Александра Соколова, бывшего редактора газеты «Дуэль» Юрия Мухина и его соратника Валерия Парфёнова по делу об экстремизме (позднее — подполковника ВВС Кирилла Барабаша). Фигурантам предъявлено обвинение в организации деятельности экстремистской организации по ч.1 статьи 282.2 УК РФ. По версии следствия, с 2011 года Александра Соколов являлся администратором интернет-сайта по проведению референдума, цели и задачи которого остались те же, что и у запрещённой организации «Армия воли народа» (проведение референдума). 10 августа 2017 года был оглашен приговор. Александра Соколова приговорили к трём с половиной годам колонии, публициста Юрия Мухина приговорили к четырём годам условно. Активисты Валерий Парфёнов и Кирилл Барабаш получили по четыре года колонии. Барабаша лишили звания подполковника Вооружённых сил.
Ход судебного процесса сопровождался различными конфликтами. Посетитель судебного заседания Александр Ведешкин был избит приставами прямо в зале, на глазах у судьи, обвинителей, адвокатов и нескольких десятков посетителей, из-за того, что уходя из зала суда он сделал замечание судье. Позднее, при попытке адвоката Суханова (защищал К. Барабаша) пройти к задержанной за административное правонарушение, его ударили головой о сейф.
Политик Алексей Навальный выступал на суде в качестве свидетеля стороны защиты, и после отметил, что приговор был вынесен судьёй Криворучко, фигурантом «списка Магнитского».